# Буфф (театр, Ростов-на-Дону)
Теа́тр «Буфф» — летний театр Ростова-на-Дону, открытый в 1910 году. Сгорел в годы Великой Отечественной войны и не восстанавливался.

## История
Летний театр и принадлежащий ему сад располагались на углу нынешних улицы М. Горького и переулка Островского; примыкал к Доходному дому В. С. Кушнарева (ул. Пушкинская, 51). Был открыт для публики 19 сентября 1910 года.
Газетный анонс о его открытии гласил:

«В сентябре сего года будет открыт новый театр „Буфф“, угол Почтового пер. и Сенной ул., рядом с цирком-театром Машонкина. Роскошная отделка зала! Уютные кабинеты! В стиле модерн! Уютные ложи! Электрическое убранство! Полная новая сервировка, обстановка и отделка. Для открытия приглашены артистки и артисты русских и заграничных театров-варьетэ. Подробности в афишах своевременно. На кухню, прейскурант вин и прислугу будет обращено особое внимание, дабы дать возможность почтеннейшей публике в часы досуга свободно побывать в новом театре „Буфф“.
Дирекция В. М. Бориславский и Е. М. Гершойг».

В революцию и гражданскую войну, как и многие другие театральные заведения города, был местом митингов и собраний. Сгорел в годы Великой Отечественной войны и не восстанавливался.